# Podosirus vaderi
Podosirus vaderi is een vlokreeftensoort uit de familie van de Amathillopsidae. De wetenschappelijke naam van de soort is voor het eerst geldig gepubliceerd in 2007 door Bellan-Santini.